# 偶像大師 閃耀色彩
《偶像大師 閃耀色彩》是一款由BXD公司（现：万代南梦宫Nexus)開發，万代南梦宫娱乐发行的養成網頁和手機遊戲。該遊戲為《偶像大師系列》第二世代的遊戲之一，且首度運用了萬代南夢宮娛樂旗下的HTML5平台「enza」。在遊戲中，玩家將扮演「283（翼）藝能經紀公司」（283（ツバサ）プロダクション）的製作人，以進行培養旗下偶像的工作。《偶像大師 閃耀色彩》由發行商萬代南夢宮娛樂定於2018年4月24日發行，其平台包括PC、iOS和Android。
2023年3月19日宣布將製作電視動畫，於2024年播出。2023年4月29日宣布发行新题材子游戏《偶像大师 闪耀色彩 Song for Prism》，5月19日向部分玩家析出测试版名额进行试玩。2023年11月14日开始正式运营。

## 系統
《偶像大師 閃耀色彩》以養成為主，採免費機制供玩家遊玩，且亦能透過額外付費來購買遊戲中的要素（如道具、寶石等）。玩家必須要在一季（三個月）的時間之內達成遊戲任務目標，進而與日本全國的玩家對戰。在遊戲中，玩家在培育偶像前，得先選擇想要進行藝能活動的偶像和支援的偶像，為此組成偶像團體。該團體成員和進行的藝能活動都將是改變發生劇情的關鍵，且也能編組各種的偶像團體來享受樂趣。在決定好成員後，玩家能讓偶像們透過不同的課程或是工作等活動來提升舞蹈、歌聲、打扮、精神耐力、技能點（SP）、粉絲人數等參數。在進行活動時，玩家還得關注偶像的「體力」，並安排她們做適度的休息。
其藝能活動包括了偶像甄選會、擔任宣傳女郎、商演等工作，在讓偶像參加這些活動時，也能看見角色的相關背景設定和劇情。在經過培育後，偶像的粉絲會逐步增加，並根據粉絲數量來提升其層級，若能通過每季的考驗，就能參加夢幻祭典「W.I.N.G.」。

## 設定
在遊戲中，玩家將扮演「283（翼）藝能經紀公司」（283（ツバサ）プロダクション）的製作人，藉此在有限的時間內進行培養旗下偶像的工作，以在名為「W.I.N.G.」的夢幻祭典上獲得優勝。初期共上线、及「放學後頂點女孩」（放課後クライマックスガールズ）四个偶像团体，并在后续追加、及四个偶像团体，玩家可透過個人喜好來編組偶像團體。
游戏中，283事务所原型参考了东京都多摩市圣迹樱丘站周边地区的建筑物；在剧情的背景以及部分角色的卡面中频繁的出现取材于实景的场景，也吸引了部分玩家前去圣地巡礼；在游戏中，可以看到该建筑物的窗户上有一个“283”的字样。

### 角色
| 角色                      | 配音員                 | 附註                                         |
| （）                      | （）                   | （）                                         |
| ------------------------- | ---------------------- | -------------------------------------------- |
| 櫻木真乃（）              | 關根瞳                 | 高中一年級生。個性溫柔。                     |
| 風野燈織（）              | 近藤玲奈               | 高中一年級生。個性冷酷、嚴肅。               |
| 八宮めぐる（）            | 峯田茉優               | 高中一年級生。美日混血兒，個性活潑。         |
| （）                      |                        |                                              |
| 田中摩美美（）            | 菅沼千紗               | 高中三年級生，討厭麻煩的事物。               |
| 幽谷霧子（）              | 結名美月               | 高中二年級生，個性親切。                     |
| 月岡戀鐘（）              | 礒部花凛               | 為人充滿自信、個性積極。                     |
| 三峰結華（）              | 成海瑠奈→希水汐        | 大學一年級生，個性奔放、擅長交際。           |
| 白濑咲耶（）              | 八卷安奈               | 高中三年級生，品學兼優。                     |
| （）                      |                        |                                              |
| 大崎甘奈（）              | 黑木穗乃香             | 高中二年級生。甜花的雙胞胎妹妹，個性較活潑。 |
| 桑山千雪（）              | 芝崎典子               | 年紀較大，個性溫柔、沉穩。                   |
| 大崎甜花（）              | 前川涼子               | 高中二年級生。甘奈的雙胞胎姊姊，個性較內向。 |
| 放學後頂點女孩（放課後クライマックスガールズ）        |                        |                                              |
| 小宮果穗（）              | 河野日和               | 小學六年級生，喜歡英雄特攝片。               |
| 園田智代子（）            | 白石晴香               | 高中二年級生，個性開朗。                     |
| 西城樹里（）              | 永井真里子             | 高中二年級生，個性直率。                     |
| 杜野凜世（）              | 丸岡和佳奈             | 高中一年級生，個性文靜、禮儀端正。           |
| 有栖川夏葉（）            | 涼本秋穗               | 大學二年級生。家境富裕的千金，態度嚴謹。     |
| （）                      |                        |                                              |
| 芹沢あさひ（）            | 田中有紀               | 中學二年級生。                               |
| 黛冬優子（）              | 幸村惠理               | 專門學校一年級生。                           |
| 和泉愛依（）              | 北原沙弥香             | 高中三年級生。                               |
| （）                      |                        |                                              |
| 淺倉透（）                | 和久井優               | 高中二年級生。                               |
| 樋口円香（）              | 土屋李央               | 高中二年級生。                               |
| 福丸小糸（）              | 田嶌紗蘭               | 高中一年級生。                               |
| 市川雛菜（）              | 岡咲美保               | 高中一年級生。                               |
| （）                      |                        |                                              |
| 七草にちか（）            | 紫月杏朱彩             | 高中一年級生。                               |
| 緋田美琴（）              | 山根綺                 | 24岁的偶像。                                 |
| （）                      |                        |                                              |
| 斑鳩ルカ（）              | 川口莉奈               | 20岁的偶像。                                 |
| 鈴木羽那（）              | 三川華月               | 18岁，开朗纯真，个性温柔。                   |
| 郁田はるき（）            | 小澤麗那               | 高中二年级生。                               |
| 283（翼）藝能經紀公司（283（ツバサ）プロダクション） |                        |                                              |
| 製作人（）                | 夏目響平（電視動畫版） | 玩家所操作的角色，偶像們的培育者。           |
| 天井努（）                | 津田健次郎             | 283藝能經紀公司的社長。                      |
| 七草はづき（）            | 山村響                 | 283藝能經紀公司的職員。                      |
| 其他                      |                        |                                              |
| 善村良子（）              |                        | 敏腕記者。                                   |
| 阿久井徳次郎（）          |                        | 悪徳記者。                                   |

## 發行
2018年2月7日，《偶像大師 閃耀色彩》首度對外公開發表和開放事前登錄，其平台包括PC（網頁）、iOS和Android。該遊戲在開放事前登陸後，短短兩天便累計了15萬人。此外，玩家透過Twitter、Facebook和LINE進行事前登錄後，亦可領取遊戲獎勵。2018年3月4日，該遊戲事前登錄突破41.2萬人。3月20日，該遊戲事前登錄突破50萬人，並為此舉辦了邀請配音員來現場直播的紀念活動，出演者包括關根瞳、近藤玲奈和峯田茉優。直到3月23日，其事前登錄正式突破100萬人。
2018年3月16日，《偶像大師 閃耀色彩》的詳細遊玩系統和畫面公開。3月26日，宣布該遊戲的首部導讀書已於當天正式發售，當中包含了劇場CD和道具的兌換序號。3月28日，官方釋出數名角色的個人介紹影片，從片中能得知遊戲的畫面和音樂。《偶像大師 閃耀色彩》於2018年4月24日正式發行。

## 電視動畫
改編電視動畫第1季於2024年4月至6月播放。第2季於2024年10月至12月播放。

### 主題曲

#### 片頭曲
（第1季）
歌：ShinyColors，作词：儿玉沙织，作曲、编曲：山口朗彦
第1話用作片尾曲，第12話用作插曲
（第2季）
歌：ShinyColors，作詞：兒玉沙織，作曲：Hige Driver，編曲：Powerless
第1話用作片尾曲

#### 片尾曲
第1季
（第6—8話）
音樂：三澤康廣
（第9話）
歌：ShinyColors，作詞：兒玉沙織，作曲、編曲：山口朗彥
（第10話）
音樂：三澤康廣
OPENING（第11話）
混音：寶野聰史
Multicolored Sky（第12話）
歌：ShinyColors，作詞：松井洋平，作曲、編曲：高田曉
第2季
Wandering Dream Chaser（第2話）
歌：Straylight，作詞：下地悠，作曲：小久保祐希、YUU for YOU，編曲：YUU for YOU

#### 插入曲
第1季
（第1话）
歌：樱木真乃（关根瞳），作词：前田甘露，作曲、编曲：高田晓
（第2、7话）
歌：L'Antica，作词：，作曲、编曲：南田健吾
（第3、7话）
歌：ALSTROEMERIA，作词：鈴木静那，作曲、编曲：森本貴大
（第4、7话）
歌：放课后Climax Girls，作词：古屋真，作曲、编曲：南田健
（第5、7話）
歌：Illumination STARS，作詞：中村彼方，作曲、編曲：中野領太
（第6、8話）
歌：ShinyColors，作詞：兒玉沙織，作曲、編曲：山口朗彥
（第10、12話）
歌：ShinyColors，作詞：兒玉沙織，作曲、編曲：山口朗彥
（第11話）
歌：Illumination STARS，作詞：中村彼方，作曲、編曲：藤末樹
（第11話）
歌：ALSTROEMERIA，作詞：鈴木靜那，作曲、編曲：SHOW
（第11話）
歌：放課後Climax Girls，作詞：古屋真，作曲、編曲：no_my
幻惑SILHOUETTE（第11話）
歌：L'Antica，作詞：，作曲、編曲：no_my
第2季
（第1、2话）
歌：，作词：下地悠，作曲：小久保祐希、YUU for YOU，编曲：YUU for YOU
（第4話）
歌：櫻木真乃（關根瞳）、幽谷霧子（結名美月）、園田智代子（白石晴香）、桑山千雪（芝崎典子）、黛冬優子（幸村惠理），作詞：渡邊亞希子，作曲、編曲：塚田耕平
OPEN the New world（第4話）
歌：風野燈織（近藤玲奈）、月岡戀鐘（礒部花凜）、有栖川夏葉（涼本秋穗）、芹澤朝日（田中有紀），作詞：下地悠，作曲：本多友紀，編曲：水野谷憐
Midnight parade!（第4話）
歌：田中摩美美（菅沼千紗）、白瀨咲耶（八卷安奈）、杜野凜世（丸岡和佳奈）、大崎甜花（前川涼子）、和泉愛依（北原沙彌香），作詞：，作曲：本多友紀，編曲：本多友紀、河合泰志
CANDY UNIVERSE（第4話）
歌：八宮巡（峯田茉優）、三峰結華（希水汐）、小宮果穗（河野日和）、西城樹里（永井真里子）、大崎甘奈（黑木穗乃香），作詞：古屋真，作曲、編曲：ats-
（第5話）
歌：noctchill

### 各话标题
| 話數   | 標題                           | 分鏡                       | 演出                        | 首播日期       |       |       |       |       |       |       |       |       |       |       |       |       |       |       |       |       |       |       |       |       |
| 第1季  | 第1季                          | 第1季                      | 第1季                       | 第1季          | 第1季 | 第1季 | 第1季 | 第1季 | 第1季 | 第1季 | 第1季 | 第1季 | 第1季 | 第1季 | 第1季 | 第1季 | 第1季 | 第1季 | 第1季 | 第1季 | 第1季 | 第1季 | 第1季 | 第1季 |
| ------ | ------------------------------ | -------------------------- | --------------------------- | -------------- | ----- | ----- | ----- | ----- | ----- | ----- | ----- | ----- | ----- | ----- | ----- | ----- | ----- | ----- | ----- | ----- | ----- | ----- | ----- | ----- |
| 第1話  | 屬於自己的天空，獨一無二的羽毛 | 小川諒 岩田健志            | 岩田健志                    | 2024年 4月6日  |       |       |       |       |       |       |       |       |       |       |       |       |       |       |       |       |       |       |       |       |
| 第2話  | 歌與火焰                       | 小川諒 玉田有紀            | 岩田健志                    | 4月13日        |       |       |       |       |       |       |       |       |       |       |       |       |       |       |       |       |       |       |       |       |
| 第3話  | 對未來的憧憬                   | 小川諒 萬久                | 岩田健志                    | 4月20日        |       |       |       |       |       |       |       |       |       |       |       |       |       |       |       |       |       |       |       |       |
| 第4話  | 真正的英雄！                   |                            | 菅井進 岩田健志（LIVE部分） | 4月27日        |       |       |       |       |       |       |       |       |       |       |       |       |       |       |       |       |       |       |       |       |
| 第5話  | 三人的隊形                     | 小川諒 萬久                | 岩田健志                    | 5月4日         |       |       |       |       |       |       |       |       |       |       |       |       |       |       |       |       |       |       |       |       |
| 第6話  | 盡現在所能                     | 高田雅博                   | 菅井進                      | 5月11日        |       |       |       |       |       |       |       |       |       |       |       |       |       |       |       |       |       |       |       |       |
| 第7話  | 往W.I.N.G.的軌跡               | 小川諒 萬久 岩田健志       | 岩田健志                    | 5月18日        |       |       |       |       |       |       |       |       |       |       |       |       |       |       |       |       |       |       |       |       |
| 第8話  | 互相照耀的景色                 | 小川諒 岩田健志            | 菅井進                      | 5月25日        |       |       |       |       |       |       |       |       |       |       |       |       |       |       |       |       |       |       |       |       |
| 第9話  | 最初的勇氣                     | 小川諒 岩田健志            | 岩田健志                    | 6月1日         |       |       |       |       |       |       |       |       |       |       |       |       |       |       |       |       |       |       |       |       |
| 第10話 | 豐富色彩的印象                 | 小川諒 岩田健志            | 菅井進                      | 6月8日         |       |       |       |       |       |       |       |       |       |       |       |       |       |       |       |       |       |       |       |       |
| 第11話 | 傳遞接力棒                     | 小川諒 岩田健志            | 岩田健志                    | 6月15日        |       |       |       |       |       |       |       |       |       |       |       |       |       |       |       |       |       |       |       |       |
| 第12話 | Spread the Wings!!             | 小川諒 岩田健志            | 菅井進                      | 6月22日        |       |       |       |       |       |       |       |       |       |       |       |       |       |       |       |       |       |       |       |       |
| 第2季  |                                |                            |                             |                |       |       |       |       |       |       |       |       |       |       |       |       |       |       |       |       |       |       |       |       |
| 第1話  | 決定飛往的目的地是…            | 小川諒 佐藤千沙紀 岩田健志 | 岩田健志                    | 2024年 10月5日 |       |       |       |       |       |       |       |       |       |       |       |       |       |       |       |       |       |       |       |       |
| 第2話  | Straylight.run() // playback   | 小川諒 岩田健志            | 菅井進                      | 10月12日       |       |       |       |       |       |       |       |       |       |       |       |       |       |       |       |       |       |       |       |       |
| 第3話  | 混合出嶄新的光芒               | 小川諒 岩田健志            | 菅井進                      | 10月19日       |       |       |       |       |       |       |       |       |       |       |       |       |       |       |       |       |       |       |       |       |
| 第4話  | 快樂驚喜搗蛋                   | 千田宏                     | 菅井進                      | 10月26日       |       |       |       |       |       |       |       |       |       |       |       |       |       |       |       |       |       |       |       |       |
| 第5話  | 只要說出了一起向前那就已足夠   | 小川諒 岩田健志            | 岩田健志                    | 11月2日        |       |       |       |       |       |       |       |       |       |       |       |       |       |       |       |       |       |       |       |       |
| 第6話  | 從真實的心情往前邁進           | 小川諒 岩田健志            | 岩田健志                    | 11月9日        |       |       |       |       |       |       |       |       |       |       |       |       |       |       |       |       |       |       |       |       |
| 第7話  | 最重要的事物                   | 小川諒 岩田健志            | 菅井進                      | 11月16日       |       |       |       |       |       |       |       |       |       |       |       |       |       |       |       |       |       |       |       |       |
| 第8話  | 對我來說 ALSTROEMERIA…         | 小川諒 岩田健志            | 岩田健志                    | 11月23日       |       |       |       |       |       |       |       |       |       |       |       |       |       |       |       |       |       |       |       |       |
| 第9話  | 我與我自己的共同結論           | 小川諒 岩田健志            | 菅井進                      | 11月30日       |       |       |       |       |       |       |       |       |       |       |       |       |       |       |       |       |       |       |       |       |
| 第10話 | 那就是我的夢想                 | 小川諒 玉田有紀 岩田健志   | 菅井進                      | 12月7日        |       |       |       |       |       |       |       |       |       |       |       |       |       |       |       |       |       |       |       |       |
| 第11話 | 我能做到的事                   | 小川諒 岩田健志            | 岩田健志                    | 12月14日       |       |       |       |       |       |       |       |       |       |       |       |       |       |       |       |       |       |       |       |       |
| 第12話 | 只在此刻绽放的光芒             | 小川諒 岩田健志            | 岩田健志                    | 12月21日       |       |       |       |       |       |       |       |       |       |       |       |       |       |       |       |       |       |       |       |       |

### Blu-ray
| 卷數  | 發售日期          | 收錄話數      | 規格編號  |
| 第1季 | 第1季             | 第1季         | 第1季     |
| ----- | ----------------- | ------------- | --------- |
| 1     | 2024年9月20日     | 第1話—第3話   | HPXR-2861 |
| 2     | 2024年9月20日     | 第4話—第6話   | HPXR-2862 |
| 3     | 2024年9月20日     | 第7話—第9話   | HPXR-2863 |
| 4     | 2024年9月20日     | 第10話—第12話 | HPXR-2864 |
| BOX   | 2024年9月20日     | 第1話—第12話  |           |
| 第2季 |                   |               |           |
| 上    | 2025年3月28日預定 | 第1話—第6話   | HPXR-3011 |
| 下    | 2025年3月28日預定 | 第7話—第12話  | HPXR-3012 |
| BOX   | 2025年3月28日預定 | 第1話—第12話  |           |

## 外部連結
- 官方网站（日語）
- 偶像大師 閃耀色彩的X（前Twitter）（日語）
- 電視動畫「偶像大師 閃耀色彩」官方網站（日語）
- 電視動畫「偶像大師 閃耀色彩2nd」官方網站（日語）